# أندي شابن
أندي شابن (بالإنجليزية: Andy Chapin)‏ هو موسيقي أمريكي، ولد في 7 فبراير 1951 في شيكوبي في الولايات المتحدة، وتوفي في 31 ديسمبر 1985 في ديكلب في الولايات المتحدة.